# 13 de outubro
13 de outubro é o 286.º dia do ano no calendário gregoriano (287.º em anos bissextos). Faltam 79 dias para acabar o ano.

## Eventos históricos

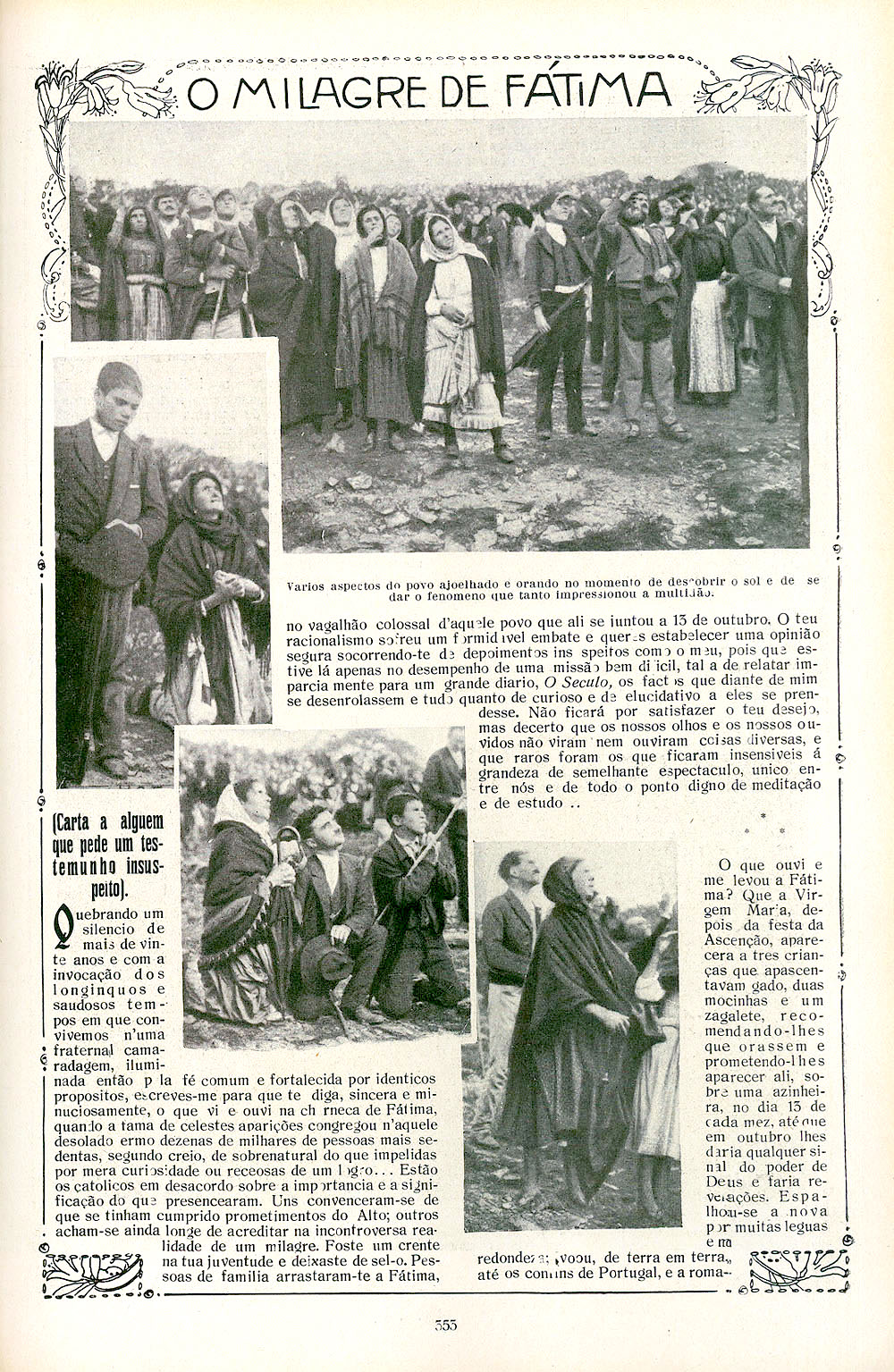
1917: O "Milagre do Sol"

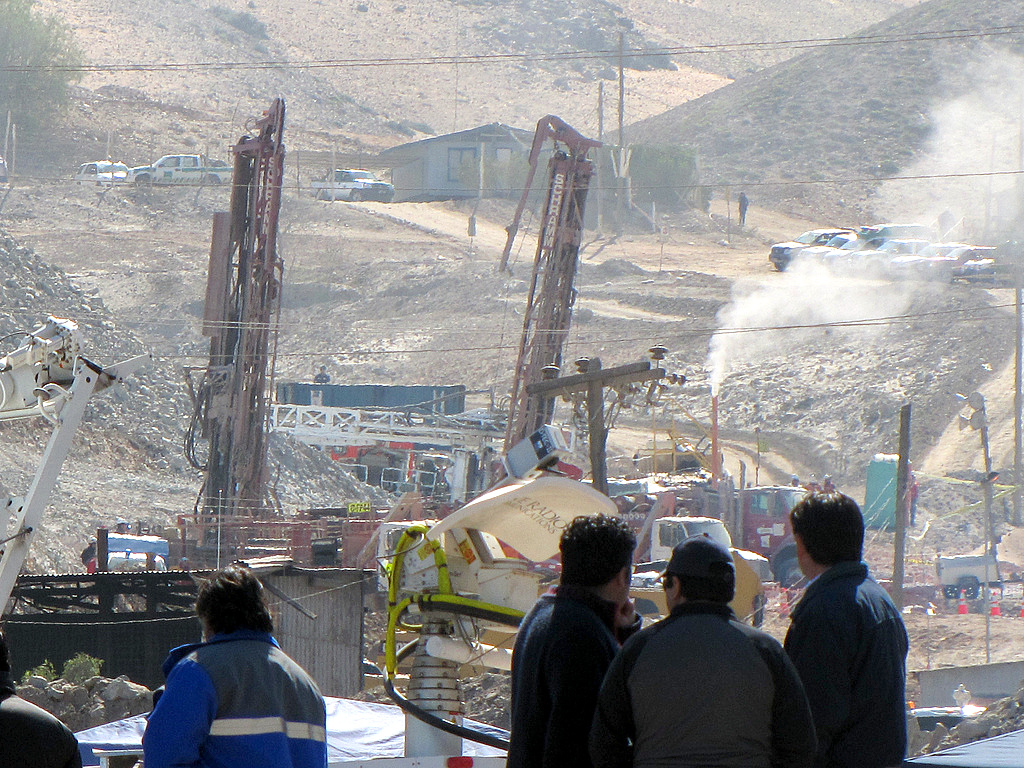
2010: O acidente na mina San José chega ao fim

- 0054 — O imperador romano Cláudio morre envenenado em circunstâncias misteriosas.
- 0409 — Vândalos e alanos atravessam os Pirenéus e aparecem na Hispânia.
- 1269 — O atual edifício da igreja na Abadia de Westminster é consagrado.
- 1332 — Rinchinbal Khan torna-se o Khagan dos mongóis e imperador da dinastia Yuan, reinando por apenas 53 dias.
- 1399 — Coroação de Henrique IV da Inglaterra na Abadia de Westminster.[1]
- 1307 — Centenas de Cavaleiros Templários na França são presos ao amanhecer pelo rei Filipe, o Belo, e depois confessam sob tortura serem hereges.
- 1644 — Uma frota sueco-holandesa derrota a frota dinamarquesa em Fehmarn e captura cerca de 1 000 prisioneiros.
- 1710 — Port Royal, capital da Acádia francesa, é sitiada pelas forças britânicas.
- 1775 — O Congresso Continental cria a Marinha Continental (antecessora da Marinha dos Estados Unidos).
- 1793 — Guerras Revolucionárias Francesas: vitória austro-prussiana sobre a França republicana na Primeira Batalha de Wissembourg.
- 1812 — Guerra de 1812: As forças britânicas e nativas repelem uma invasão do Canadá pelas forças dos Estados Unidos.
- 1821 — A Declaração de Independência do Império Mexicano é proclamada publicamente.
- 1843 — Na cidade de Nova Iorque, é fundada a B'nai B'rith, a mais antiga organização judaica de serviços do mundo.
- 1867 — Estrada de Ferro Central do Brasil chega a Entre Rios (hoje Três Rios) no entroncamento com a Estrada de Rodagem União e Indústria.
- 1884 — Determinado o meridiano de Greenwich como ponto de referência para determinação dos fusos horários.
- 1885 — O Instituto de Tecnologia da Geórgia é fundado em Atlanta, Geórgia.
- 1892 — Edward Emerson Barnard regista o primeiro cometa descoberto por meios fotográficos.
- 1917 — O "Milagre do Sol" é testemunhado por cerca de 70 000 pessoas na Cova da Iria em Portugal.
- 1921 — As repúblicas soviéticas assinam o Tratado de Carse para formalizar as fronteiras entre a Turquia e os estados do sul do Cáucaso.
- 1923 — Ancara se torna a capital da Turquia.
- 1930 — O Bispo de Leiria torna públicas, oficialmente, as aparições de Nossa Senhora em Fátima.
- 1943 — Segunda Guerra Mundial: O novo governo italiano se une aos aliados e declara guerra à Alemanha.
- 1944 — Segunda Guerra Mundial: a Ofensiva Soviética de Riga captura a cidade.
- 1946 — A França adota a constituição da Quarta República.
- 1949 — É fundada oficialmente a Jovens Pioneiros da China, organização infanto-juvenil ligada ao Partido Comunista da China.
- 1970 — As Ilhas Fiji são admitidas como Estado-Membro da ONU.
- 1972
  - O voo Força Aérea Uruguaia 571 cai nas montanhas dos Andes. 28 pessoas sobrevivem ao acidente. Todos, exceto 16, sucumbem antes do resgate em 23 de dezembro.
  - O voo 217 da Aeroflot cai nos arredores de Moscou, matando 174 pessoas.[2]
- 1976 — Um Boeing 707 da Lloyd Aéreo Boliviano cai após decolar do Aeroporto El Trompillo em Santa Cruz de la Sierra, Bolívia, matando 91 pessoas.[3]
- 1977 — Sequestro do voo Lufthansa 181 pela Frente Popular para a Libertação da Palestina.
- 1982 — Começa a formação do reservatório da Usina Hidrelétrica de Itaipu, extinguindo as Sete Quedas.
- 1990 — Forças sírias atacam áreas livres do Líbano, removendo o general Michel Aoun do palácio presidencial.
- 1993 — Pelo menos 60 pessoas morrem no leste de Papua-Nova Guiné quando uma série de terremotos abalam a Cordilheira de Finisterra, provocando grandes deslizamentos de terra.[4]
- 2010 — O acidente na mina San José, no Chile, termina quando todos os 33 mineiros presos chegam à superfície após um recorde de 69 dias no subsolo.
- 2016 — As Maldivas anunciam sua decisão de se retirar da Comunidade das Nações.
- 2018 — Furacão Leslie chega a Portugal como um ciclone extratropical com ventos de 110 quilômetros por hora, causando 15 mortes.

## Nascimentos

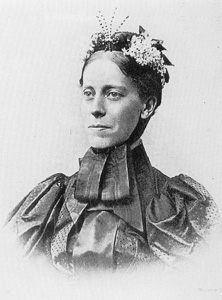
Mary Kingsley

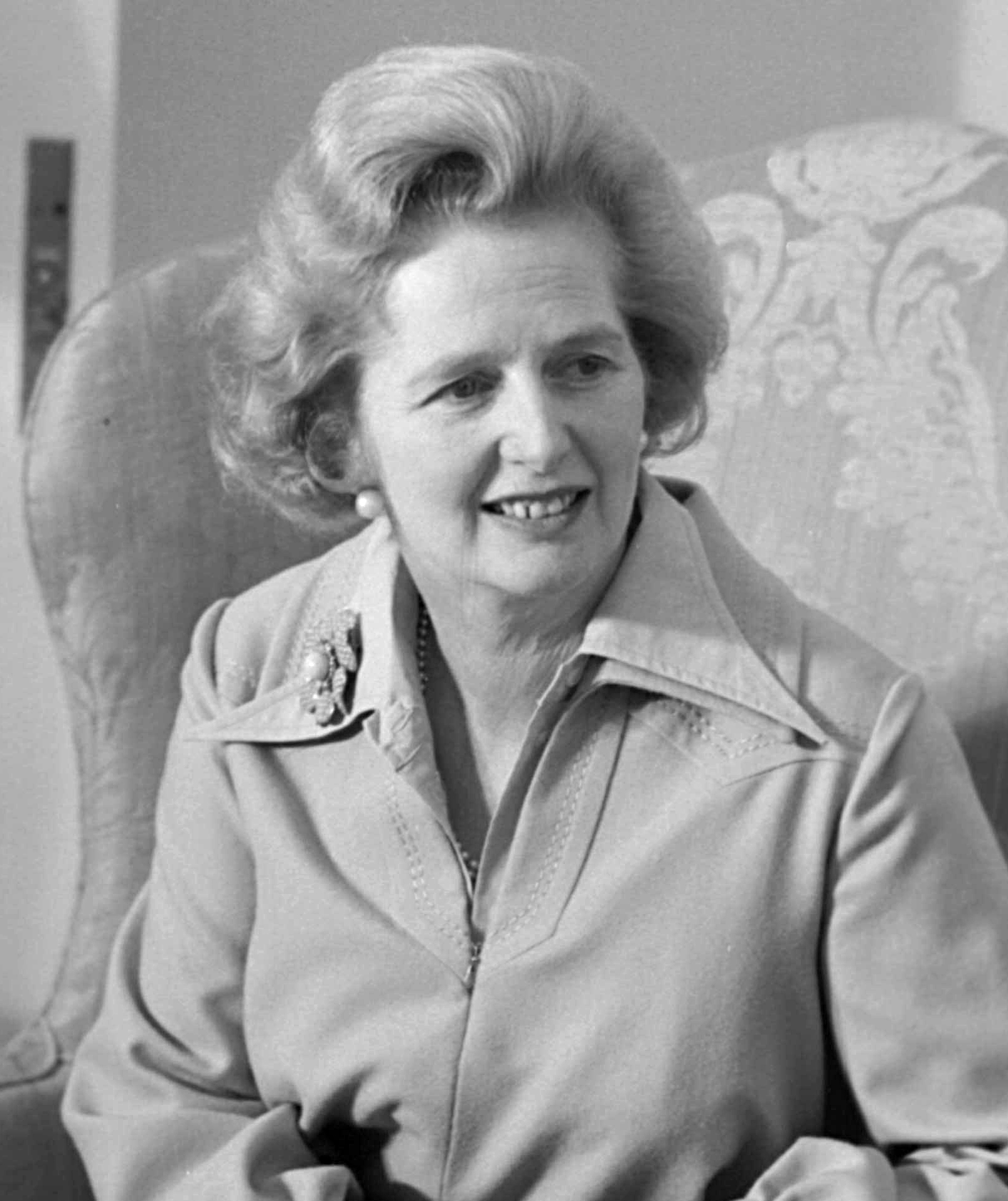
Margaret Thatcher

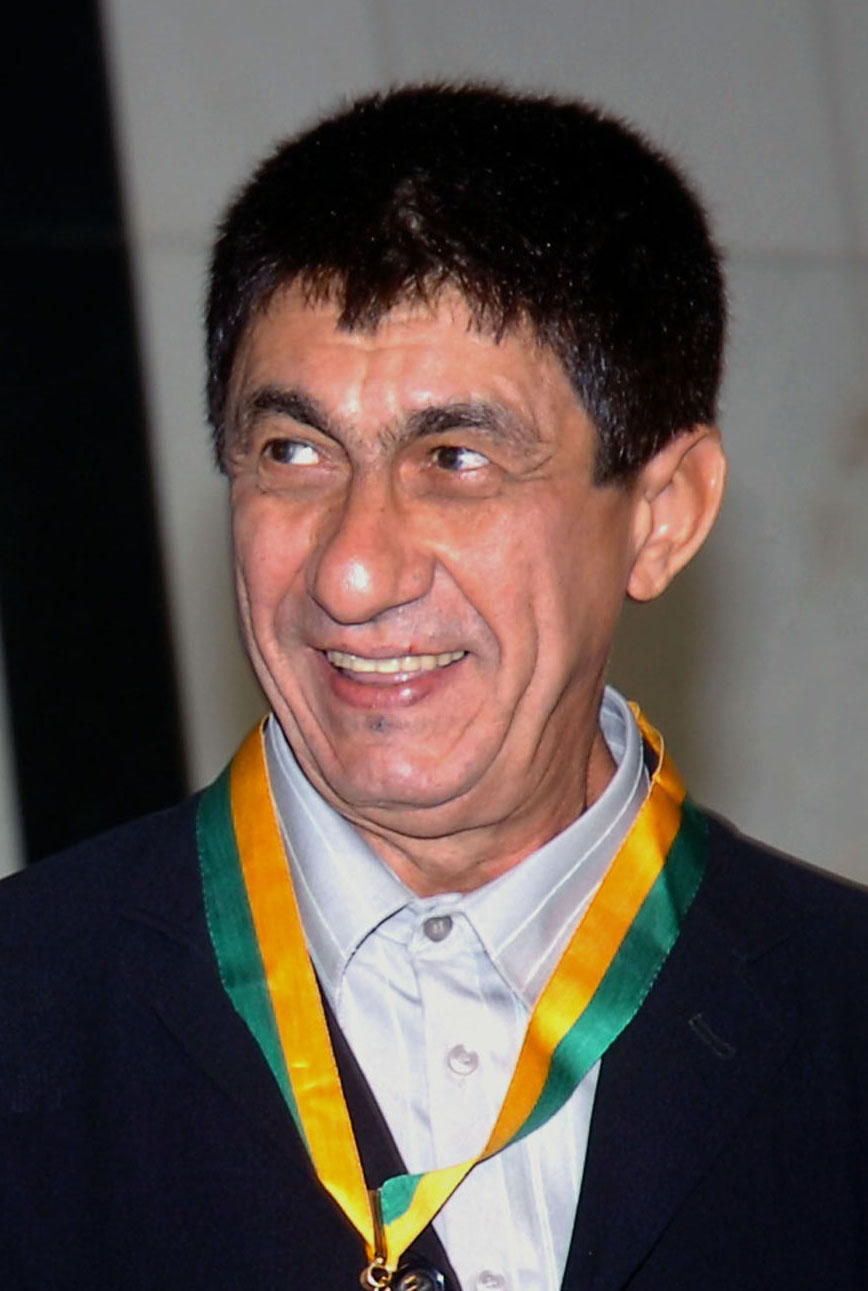
Fagner

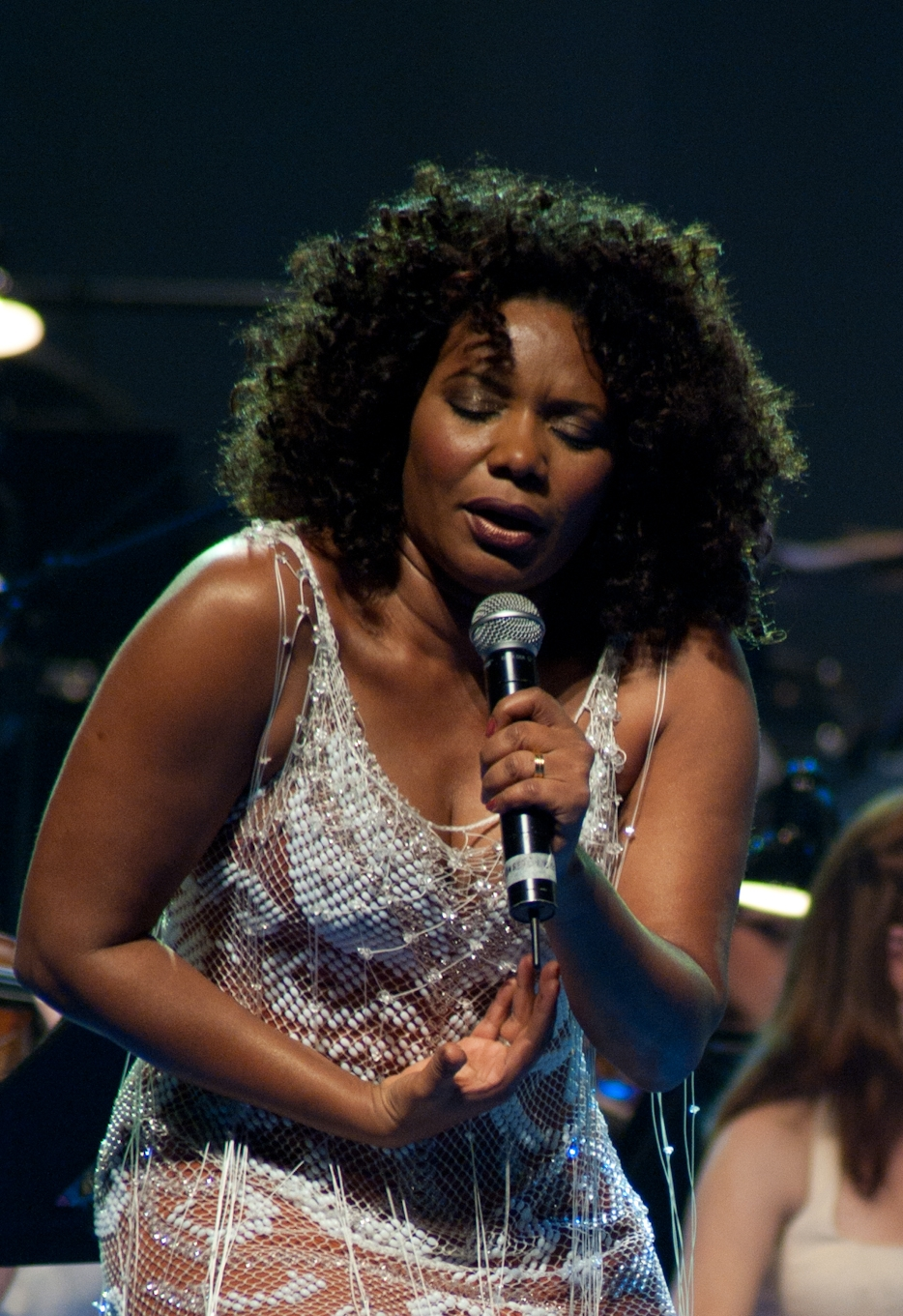
Margareth Menezes

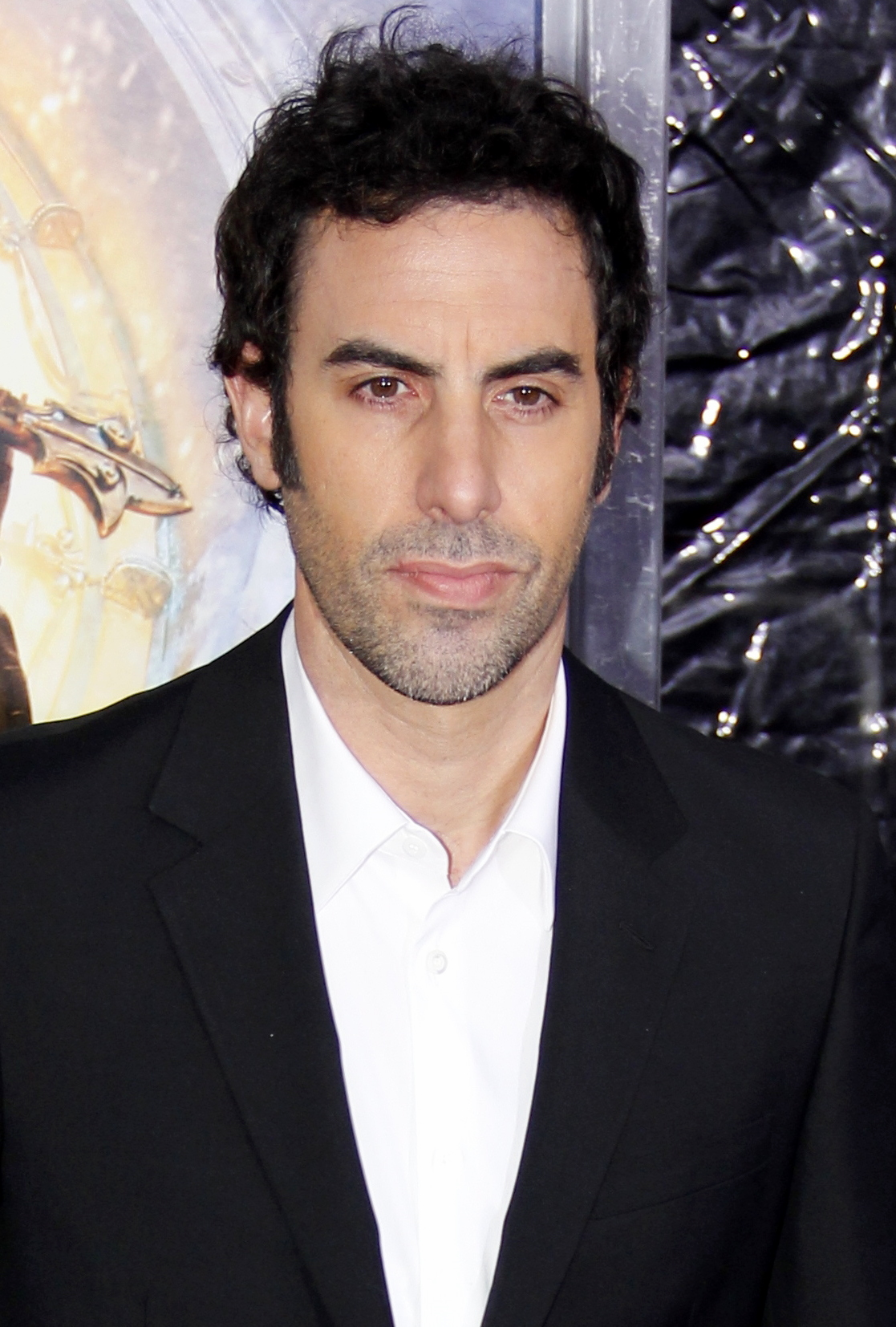
Sacha Baron Cohen

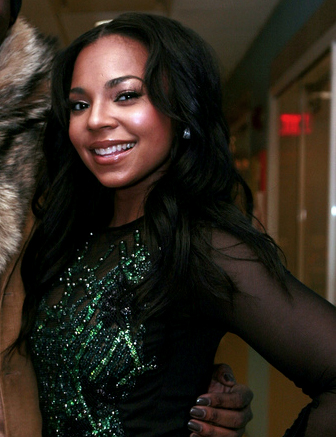
Ashanti

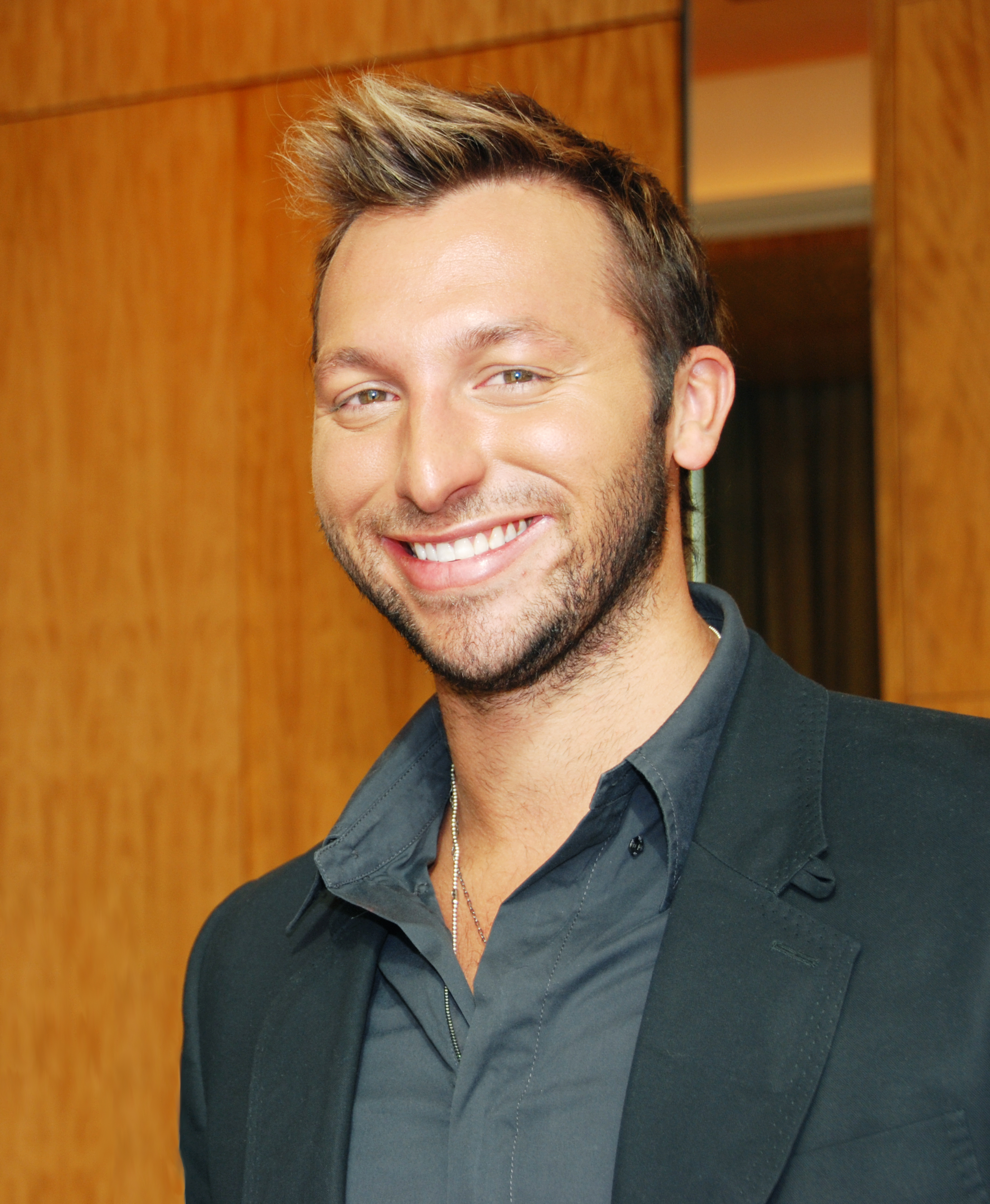
Ian Thorpe

### Anteriores ao século XIX
- 0467 — Imperador Xiaowen de Wei do Norte (m. 499).

- 1162 — Leonor de Inglaterra (m. 1214).
- 1381 — Thomas FitzAlan, 12.º Conde de Arundel (m. 1415).
- 1453 — Eduardo de Westminster (m. 1471).
- 1474 — Mariotto Albertinelli, pintor italiano (m. 1515).
- 1499 — Cláudia de França, rainha da França (m. 1524).
- 1563 — Francisco Caracciolo, padre católico italiano (m. 1608)
- 1613 — Luísa de Gusmão, rainha de Portugal (m. 1666).
- 1703 — Andrea Belli, arquiteto e empresário maltês (m. 1772).
- 1709 — Bento Morganti, escritor português (m. ?).
- 1713 — Allan Ramsay, pintor britânico (m. 1784).

### Século XIX
- 1818 — Henry Allon, religioso britânico (m. 1892).
- 1821 — Rudolf Virchow, médico alemão (m. 1902).
- 1835 — Alphonse Milne-Edwards, zoólogo francês (m. 1900).
- 1857 — Paulo Marques, jornalista, romancista e teatrólogo brasileiro (m. 1884).
- 1862 — Mary Kingsley, etnógrafa, escritora científica e exploradora britânica (m. 1900).
- 1870 — Albert Jay Nock, escritor e crítico social americano (m. 1945).
- 1887 — Jozef Tiso, político eslovaco (m. 1947).

### Século XX

#### 1901–1950
- 1905 — Coloman Braun-Bogdan, futebolista e treinador de futebol romeno (m. 1983).
- 1921 — Yves Montand, ator e cantor francês (m. 1991).
- 1922 — Gilberto Mendes, compositor erudito e de música de vanguarda brasileiro (m. 2016).
- 1925 — Margaret Thatcher, política britânica (m. 2013).
- 1931 — Raymond Kopa, futebolista francês (m. 2017).
- 1932 — Jack Colvin, ator norte-americano (m. 2005).
- 1934 — Nana Mouskouri, cantora, ativista, política e pacifista grega
- 1936
  - Cliff Gorman, ator norte-americano (m. 2002).
  - Willy Gonser, locutor esportivo brasileiro (m. 2017).
- 1939 — Melinda Dillon, atriz americana (m. 2023).
- 1941 — Paul Simon, cantor, compositor e músico estadunidense.
- 1942 — Neil Aspinall, produtor musical britânico (m. 2008).
- 1945
  - Christophe, cantor e compositor francês (m. 2020).
  - Dési Bouterse, político, 9.º presidente do Suriname.
- 1947
  - Roberto Irineu Marinho, empresário brasileiro.
  - Sammy Hagar, cantor estadunidense.
- 1949
  - Fagner, cantor, compositor, instrumentista, ator e produtor brasileiro.
  - Patrick Nève, ex-automobilista belga (m. 2017).
  - Nana Alexandria, enxadrista georgiana.
- 1950
  - Peter Sauber, ex-automobilista suíço.
  - Rolf Rüssmann, futebolista e dirigente esportivo alemão (m. 2009).

#### 1951–2000
- 1951 — Elie Onana, ex-futebolista camaronês (m. 2018).
- 1952 — Kiko, músico brasileiro.
- 1954 — Marcelo Costa Santos, cantor, compositor, violonista e ator brasileiro.
- 1955
  - João Leite, ex-futebolista e político brasileiro.
  - Joaquín Caparrós, treinador de futebol espanhol.
- 1957 — Eduardo Malásquez, ex-futebolista peruano.
- 1959 — Massimo Bonini, ex-futebolista samarinês.
- 1960
  - Joey Belladonna, músico norte-americano.
  - Nico Rezende, cantor e compositor brasileiro.
- 1961 — Abderrahmane Sissako, cineasta mauritano.
- 1962
  - Kelly Preston, atriz estadunidense (m. 2020).
  - Margareth Menezes, cantora e atriz brasileira.
  - T'Keyah Crystal Keymáh, atriz norte-americana.
- 1963 — Gildardo Gómez, ex-futebolista colombiano.
- 1964
  - Gabriel Furlán, automobilista argentino.
  - Christopher Judge, ator norte-americano.
  - Nie Haisheng, astronauta chinês.
- 1965
  - Johan Museeuw, ciclista belga.
  - Anton Doboş, ex-futebolista romeno.
- 1967
  - Kate Walsh, atriz norte-americana.
  - Javier Sotomayor, ex-atleta cubano.
- 1968
  - Tisha Campbell-Martin, atriz e cantora estadunidense.
  - Carlos Marín, músico espanhol.
- 1969
  - Andrei Bushkov, patinador artístico russo.
  - Nancy Kerrigan, ex-patinadora artística estadunidense.
  - Omari Tetradze, ex-futebolista e treinador de futebol georgiano.
- 1970
  - Paul Potts, tenor britânico.
  - Fuad Amin, ex-futebolista saudita.
- 1971
  - Kira Reed, atriz norte-americana.
  - Sacha Baron Cohen, ator e comediante britânico.
  - André Bergdølmo, ex-futebolista norueguês.
  - Luis Tosar, ator espanhol.
- 1973
  - Peter Dumbreck, automobilista britânico.
  - Matt Hughes, lutador de artes marciais mistas americano.
- 1975 — Patrícia Lucchesi, atriz brasileira.
- 1976 — Tero Koskela, futebolista finlandês.
- 1977
  - Antonio Di Natale, futebolista italiano.
  - Paul Pierce, jogador de basquete norte-americano.
  - Kiele Sanchez, atriz norte-americana.
- 1978
  - Markus Heikkinen, futebolista finlandês.
  - Jermaine O'Neal, jogador norte-americano de basquete.
- 1979
  - Wes Brown, futebolista britânico.
  - Mamadou Niang, futebolista senegalês.
- 1980
  - Scott Parker, futebolista britânico.
  - Rudy Mater, futebolista francês.
  - Ashanti, cantora e compositora norte-americana.
  - Magne Hoseth, futebolista norueguês.
- 1981 — Andrade, futebolista brasileiro.
- 1982
  - Ian Thorpe, nadador australiano.
  - Marcela Lopez, ginasta brasileira.
  - Kári Árnason, futebolista islandês.
- 1986
  - Carlos Banteaux Suárez, pugilista cubano.
  - Gabriel Agbonlahor, futebolista britânico.
- 1989
  - Breno, futebolista brasileiro.
  - Alexandria Ocasio-Cortez, política norte-americana.
- 1992 — Arthur Maia, futebolista brasileiro (m. 2016).
- 1994 — Camilla de Lucas, influenciadora digital brasileira.
- 1995 — Park Jim-in, cantor sul-coreano.
- 1998 — Thanawat Rattanakitpaisarn, ator e cantor tailandês.
- 1999 — Nell Tiger Free, atriz britânica.
- 2000 — Rahmat Erwin Abdullah, halterofilista indonésio.

### Século XXI
- 2001 — Caleb McLaughlin, ator norte-americano.

## Mortes

### Anteriores ao século XIX
- 0054 — Cláudio, imperador romano (n. 10 a.C.).
- 1195 — Gualdim Pais, cruzado português (n. 1118).
- 1282 — Nitiren, monge budista japonês (n. 1222).
- 1382 — Pedro II de Chipre (n. 1357).
- 1415 — Thomas FitzAlan, 12.º Conde de Arundel (n. 1381).
- 1435 — Armando II de Celje, conde croata (n. 1365).
- 1605 — Teodoro de Beza, teólogo e estudioso francês (n. 1519).
- 1629 — Nicolas de Harlay de Sancy, diplomata francês (n. 1546).
- 1687 — Geminiano Montanari, astrônomo e fabricante de lentes italiano (n. 1633).
- 1715 — Nicolas Malebranche, sacerdote e filósofo francês (n. 1638).
- 1787 — Antoine-René de Voyer de Paulmy d'Argenson (n. 1722).

### Século XIX
- 1803 — Louis Claude de Saint-Martin, filósofo e místico francês (n. 1743).
- 1815 — Joaquim Murat, general francês (n. 1767).
- 1822 — Antonio Canova, escultor italiano (n. 1757).
- 1825 — Maximiliano I José da Baviera (n. 1756).
- 1869 — Charles Augustin Sainte-Beuve, poeta, escritor e crítico francês (n. 1804).
- 1876 — Rufus King, editor, educador e diplomata norte-americano (n. 1814).
- 1879 — Henry Charles Carey, economista norte-americano (n. 1793).
- 1882 — Arthur de Gobineau, filósofo e escritor francês (n. 1816).

### Século XX
- 1905 — Henry Irving, ator e empresário britânico (n. 1838).
- 1909 — Francisco Ferrer, filósofo e acadêmico espanhol (n. 1849).
- 1911 — Irmã Nivedita, assistente social irlando-indiana, escritora e educadora (n. 1867).
- 1917 — Florence La Badie, atriz americana (n. 1888).
- 1919 — Karl Adolph Gjellerup, autor e poeta dinamarquês, laureado com o Prêmio Nobel (n. 1857).
- 1928 — Dagmar, princesa da Dinamarca (n. 1847).
- 1938 — E. C. Segar, cartunista americano, criou Popeye (n. 1894).
- 1945 — Milton S. Hershey, empresário americano, fundou a The Hershey Company (n. 1857).
- 1955
  - Manuel Ávila Camacho, general e político mexicano, 45.º presidente do México (n. 1897).
  - Alexandrina Maria da Costa, mística católica portuguesa (n. 1904).
- 1966 — Clifton Webb, ator e dançarino americano (n. 1889).
- 1968
  - Manuel Bandeira, poeta brasileiro (n. 1886).
  - Cristóvam Pavia, poeta português (n. 1933).
  - Bea Benaderet, atriz e dubladora americana (n. 1906).
- 1974 — Ed Sullivan, jornalista e apresentador de talk show americano (n. 1901).
- 1981 — Antonio Berni, pintor, ilustrador e gravador argentino (n. 1905).
- 1987
  - Walter Houser Brattain, físico e engenheiro americano, ganhador do Prêmio Nobel (n. 1902).
  - Apolo Corrêa, ator brasileiro (n. 1901).
- 1990 — Lê Đức Thọ, general e político vietnamita, ganhador do Prêmio Nobel (n. 1911).
- 1996 — Beryl Reid, atriz britânica (n. 1919).
- 2000 — Jean Peters, atriz norte-americana (n. 1926).

### Século XXI
- 2002 — Ferdinand Holböck, presbítero e teólogo austríaco (n. 1913).
- 2003 — Bertram Neville Brockhouse, físico canadense (n. 1918).
- 2008
  - Bertha Rosanova, bailarina brasileira (n. 1930).
  - Guillaume Depardieu, ator francês (n. 1971).
- 2009
  - Al Martino, cantor e ator estadunidense (n. 1927).
  - Orane Simpson, futebolista jamaicano (n. 1983).
- 2013 — Adélia Teixeira de Carvalho, religiosa e vidente católica brasileira (n. 1922).
- 2016
  - Bhumibol Adulyadej, rei tailandês (n. 1927).
  - Flávio Gikovate, psiquiatra e escritor brasileiro (n. 1943).
- 2024 — Washington Olivetto, publicitário brasileiro (n. 1951).

## Feriados e eventos cíclicos

### Cristianismo
- Alexandrina de Balazar
- Eduardo, o Confessor
- Teófilo de Antioquia

### Brasil
- Dia Nacional do Fisioterapeuta e do Terapeuta Ocupacional

### Portugal
- Dia Nacional do Peregrino
- Peregrinação Internacional Aniversária ao Santuário de Fátima
- Festa litúrgica da Beata Alexandrina de Balazar

### Internacional
- Dia Mundial do Escritor

## Outros calendários
- No calendário romano era o 3.º dia (III) antes dos idos de outubro.
- No calendário litúrgico tem a letra dominical F para o dia da semana.
- No calendário gregoriano a epacta do dia é x.